# Audio Bullys

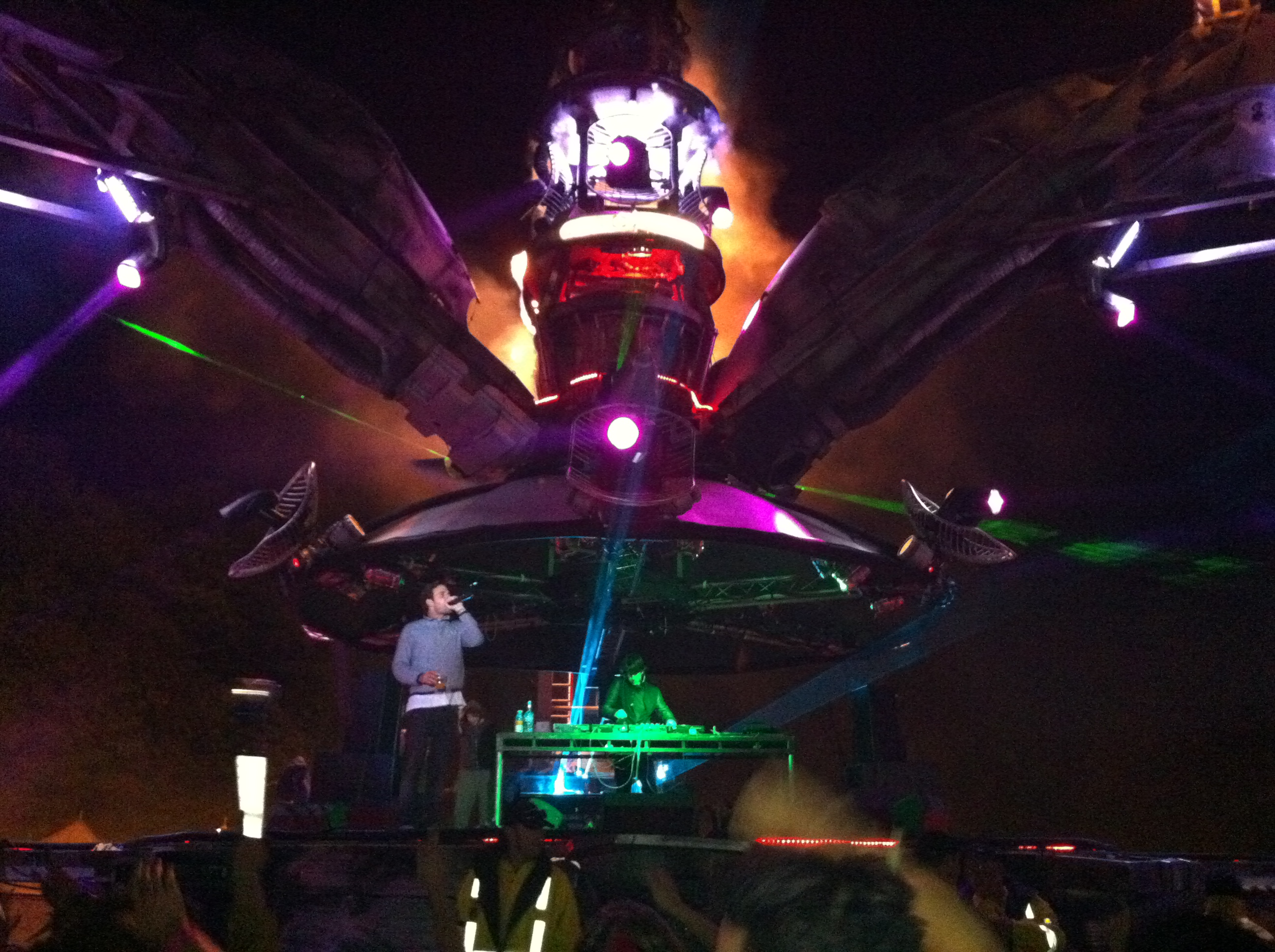
Audio Bullys (2010)

Audio Bullys is een Britse elektronische-muziekgroep, oorspronkelijk bestaande uit zanger/tekstschrijver Simon Franks en DJ Tom Dinsdale. Hun muziek laat zich omschrijven ls een mix van dance, hiphop, punk en UK Garage. Ze zijn vooral beïnvloed door hiphopartiesten zoals Notorious B.I.G., Method Man, Gang Starr en Jay-Z

## Biografie

### Ego War
Franks en Dinsdale zijn beiden afkomstig uit West-Londen en werden al op jonge leeftijd beïnvloed door hardcore en house. In 2001 richtten zij Audio Bullys op. Als beginnende DJs traden ze veelvuldig op in clubs en discotheken. In 2003 verscheen hun debuutalbum Ego War op het label Astralwerks. Hiermee kwamen ze in het Verenigd Koninkrijk in de belangstelling te staan en werden ze uitgenodigd op vele grote dance-feesten.

### Generation
In 2005 kwam hun tweede album uit; Generation. Dit album, dat lager scoorde dan Ego War bracht de single Shot You Down voort. Deze remake van het door Nancy Sinatra gepopulariseerde Bang Bang (My Baby Shot Me Down) (en tevens een sample uit de film Kill Bill van Quentin Tarantino). haalde de derde plek in de Britse hitlijsten; ook in Nederland werd Shot You Down een aardige hit en werd Dancesmash op Radio 538. Op de afsluiter This Road werkte het duo samen met zanger Suggs en toetsenist Mike Barson van de ska-popgroep Madness.

### Higher Than the Eiffel
In 2010 verscheen het album Higher Than the Eiffel met de single Only Man. De samenwerking met Suggs en Mike Barson kreeg een vervolg in This Road en Goodbye. 

### Vertrek Dinsdale
In 2012 kondigde het duo op Facebook aan dat Dinsdale was opgestapt. Franks ging alleen verder als Audio Bullys; in 2016 bracht hij de single It Was A Very Good Year uit op Spinnin' Records.

## Discografie

### Studioalbums
| Ego War | - Uitgebracht: 3 juni 2003 - Label: Source (#SOUR073) - Formaat: cd, lp            | 19 | —  | —  | — | 129 | 86 | 21 | - UK: Zilver |
| Generation                                                                                                 | - Uitgebracht: 31 oktober 2005 - Label: Source (#SOUR107) - Formaat: cd, lp        | 33 | 3  | —  | — | —   | 36 | 42 |              |
| Higher Than the Eiffel                                                                                     | - Uitgebracht: 29 maart 2010 - Label: Source (#BULLY1) - Formaat: cd, lp, download | 87 | 10 | 55 | 9 | —   | —  | —  |              |
| "—" geeft items aan die niet in de hitlijsten zijn opgenomen of niet zijn uitgebracht in dat muziekgebied. |                                                                                    |    |    |    |   |     |    |    |              |

### Compilatiealbum
- 2003: Back to Mine: Audio Bullys

### Singles
| Jaar | Titel                                               | Hoogste posities in de hitlijsten | Hoogste posities in de hitlijsten | Hoogste posities in de hitlijsten | Hoogste posities in de hitlijsten | Hoogste posities in de hitlijsten | Hoogste posities in de hitlijsten | Hoogste posities in de hitlijsten | Hoogste posities in de hitlijsten | Hoogste posities in de hitlijsten | Hoogste posities in de hitlijsten | Certificaties | Album                  |
| Jaar | Titel                                               | UK                                | UK Dance                          | UK Down                           | UK Indie                          | AUS                               | FRA                               | IRE                               | ITA                               | NED                               | SCO                               | Certificaties | Album                  |
| --- | --------------------------------------------------- | --------------------------------- | --------------------------------- | --------------------------------- | --------------------------------- | --------------------------------- | --------------------------------- | --------------------------------- | --------------------------------- | --------------------------------- | --------------------------------- | ------------- | ---------------------- |
| 2003 | We Don't Care                                       | 15                                | —                                 | —                                 | 3                                 | —                                 | —                                 | —                                 | —                                 | 97                                | 20                                |               | Ego War                |
| 2003 | The Things/Turned Away                              | 22                                | —                                 | —                                 | —                                 | —                                 | —                                 | —                                 | —                                 | —                                 | 29                                |               | Ego War                |
| 2003 | Way Too Long                                        | —                                 | —                                 | —                                 | —                                 | —                                 | —                                 | —                                 | —                                 | 86                                | —                                 |               | Ego War                |
| 2004 | Snake                                               | 45                                | —                                 | —                                 | —                                 | —                                 | 58                                | —                                 | —                                 | 100                               | —                                 |               | Ego War                |
| 2004 | Break Down the Doors (Morillo met Audio Bullys)     | 44                                | 4                                 | —                                 | 5                                 | —                                 | —                                 | —                                 | —                                 | 86                                | 52                                |               | Non-album single       |
| 2005 | Shot You Down (met Nancy Sinatra)                   | 3                                 | —                                 | 2                                 | —                                 | 17                                | —                                 | 22                                | 56                                | 23                                | 6                                 | - UK: Silver  | Generation             |
| 2005 | I'm in Love                                         | 27                                | 21                                | —                                 | —                                 | —                                 | —                                 | 43                                | —                                 | 72                                | 28                                |               | Generation             |
| 2006 | Drop It                                             | 200                               | 35                                | —                                 | 19                                | —                                 | —                                 | —                                 | —                                 | —                                 | —                                 |               | Non-album singles      |
| 2008 | Gimme That Punk                                     | —                                 | 9                                 | —                                 | 7                                 | —                                 | —                                 | —                                 | —                                 | —                                 | —                                 |               | Non-album singles      |
| 2008 | Flickery Vision                                     | —                                 | —                                 | —                                 | —                                 | —                                 | —                                 | —                                 | —                                 | —                                 | —                                 |               | Non-album singles      |
| 2008 | Dope Fiend                                          | —                                 | —                                 | —                                 | —                                 | —                                 | —                                 | —                                 | —                                 | —                                 | —                                 |               | Non-album singles      |
| 2010 | Only Man                                            | 44                                | 6                                 | 47                                | 3                                 | —                                 | —                                 | —                                 | —                                 | —                                 | 41                                |               | Higher Than the Eiffel |
| 2011 | Shotgun                                             | —                                 | —                                 | —                                 | —                                 | —                                 | —                                 | —                                 | —                                 | —                                 | —                                 |               | Higher Than the Eiffel |
| 2015 | Wicked Things (Sander Kleinenberg met Audio Bullys) | —                                 | —                                 | —                                 | —                                 | —                                 | —                                 | —                                 | —                                 | —                                 | —                                 |               | Non-album singles      |
| 2015 | Under Pressure (met Alex Kidd)                      | —                                 | —                                 | —                                 | —                                 | —                                 | —                                 | —                                 | —                                 | —                                 | —                                 |               | Non-album singles      |
| 2016 | It Was a Very Good Year (met Surge)                 | —                                 | —                                 | —                                 | —                                 | —                                 | —                                 | —                                 | —                                 | —                                 | —                                 |               | Non-album singles      |
| 2017 | The Scene                                           | —                                 | —                                 | —                                 | —                                 | —                                 | —                                 | —                                 | —                                 | —                                 | —                                 |               | Non-album singles      |
| 2023 | As We Step                                          | —                                 | —                                 | —                                 | —                                 | —                                 | —                                 | —                                 | —                                 | —                                 | —                                 |               | Non-album singles      |
| "—" geeft items aan die niet in de hitlijsten zijn opgenomen of niet zijn uitgebracht in dat muziekgebied. |                                                     |                                   |                                   |                                   |                                   |                                   |                                   |                                   |                                   |                                   |                                   |               |                        |